# 33135 Davidrisoldi
33135 Davidrisoldi è un asteroide della fascia principale. Scoperto nel 1998, presenta un'orbita caratterizzata da un semiasse maggiore pari a 2,3259828 UA e da un'eccentricità di 0,1295401, inclinata di 7,33750° rispetto all'eclittica.